# Lomanaltes eductalis
Hypena eductalis là một loài bướm đêm thuộc họ Erebidae. Nó được tìm thấy ở Saskatchewan tới Nova Scotia phía nam đến Florida và Texas.
It was formerly placed in a separate genus, Lomanaltes.
Sải cánh dài khoảng 25 mm. Có hai lứa trưởng thành một năm in much of phần phía đông của its range.
Ấu trùng ăn the underside of the leaves of cây tổng quán sủi.